# Diplopeltis eriocarpa
Diplopeltis eriocarpa är en kinesträdsväxtart som först beskrevs av George Bentham, och fick sitt nu gällande namn av Hemsley. Diplopeltis eriocarpa ingår i släktet Diplopeltis och familjen kinesträdsväxter. Inga underarter finns listade i Catalogue of Life.